# Sasa kurilensis
Espèce
Statut de conservation UICN

 LC  : Préoccupation mineure
Sasa kurilensis est une espèce de bambous de la famille des Poaceae.

## Liste des variétés
Selon Tropicos (8 août 2014) (Attention liste brute contenant possiblement des synonymes) :
- variété Sasa kurilensis var. cernua (Makino) Nakai
- variété Sasa kurilensis var. gigantea Tatew.
- variété Sasa kurilensis var. hirta (Koidz.) S. Suzuki
- variété Sasa kurilensis var. jotanii Ke. Inoue & Tanim.
- variété Sasa kurilensis var. kurilensis
- variété Sasa kurilensis var. lasiochlamys Koidz.
- variété Sasa kurilensis var. nebulosa (Makino) Makino
- variété Sasa kurilensis var. pilosa Tatew.
- variété Sasa kurilensis var. uchidai (Makino) Makino